# Miligram
Miligram ist eine 2004 gegründete serbisch-bosnische Pop-Band.

## Geschichte
Die Band wurde nach dem Gitarristen Aleksandar Milić benannt. Im Jahr 2014 hielten sie im Rahmen einer Promotion ihres Albums Ludi petak (2013) ein großes Konzert in der Mejdan Arena im bosnischen Tuzla ab. Miligrams Konzert war das erste größere Event im Mejdan. Das Stadion, welches eine Kapazität von 10.000 hat, war bereits Wochen vor dem Konzert ausverkauft. Ihr ehemaliger Frontmann Alen Ademović, welcher 7 Jahre das Gesicht der Band war, startete 2019 eine Solo-Karriere und verließ im selben Jahr die Band. Als neuer Sänger wurde der bosnische Newcomer Adi Šoše gewählt, der eine ähnliche Optik und Stimmfarbe wie Alen Ademović aufweist.

## Diskografie

### Alben
- 2009: Miligram
- 2012: Miligram 2
- 2013: Ludi petak
- 2015: Magnetic

### Kompilationen
- 2013: The Best Of
- 2014: Pop Mix
- 2022: Crna Kutija

### EPs
- 2017: Novi Miligram Grmi!

### Singles (Auswahl)
- 2009: Kruška (mit Alen Ademović)
- 2009: 21. Vijek (mit Tifa)
- 2009: Libero (mit Željko Joksimović)
- 2009: Zato Kradem (mit Željko Samardžić)
- 2009: Lola (mit Severina)
- 2012: Sviraj brate
- 2013: Vrati mi Se Nesrećo
- 2013: Ludi petak
- 2013: Mene Ništa Ne Vadi
- 2016: Ja sto posto
- 2017: Amanet
- 2017: Pogrešna Noć
- 2018: Marihuana (mit Jelena Karleuša & Surreal)
- 2018: Vampir
- 2019: Karotida
- 2019: Od leta do leta (mit Severina)
- 2019: Placam parama
- 2019: Procerdano